# توماس باروس باردو
توماس باروس باردو (بالإسبانية: Tomás Barros Pardo)‏ هو كاتب ورسام إسباني، ولد في 3 فبراير 1922 في طليطلة في إسبانيا، وتوفي في 3 سبتمبر 1986 في لا كورونيا في إسبانيا.